# Anii 500 î.Hr.

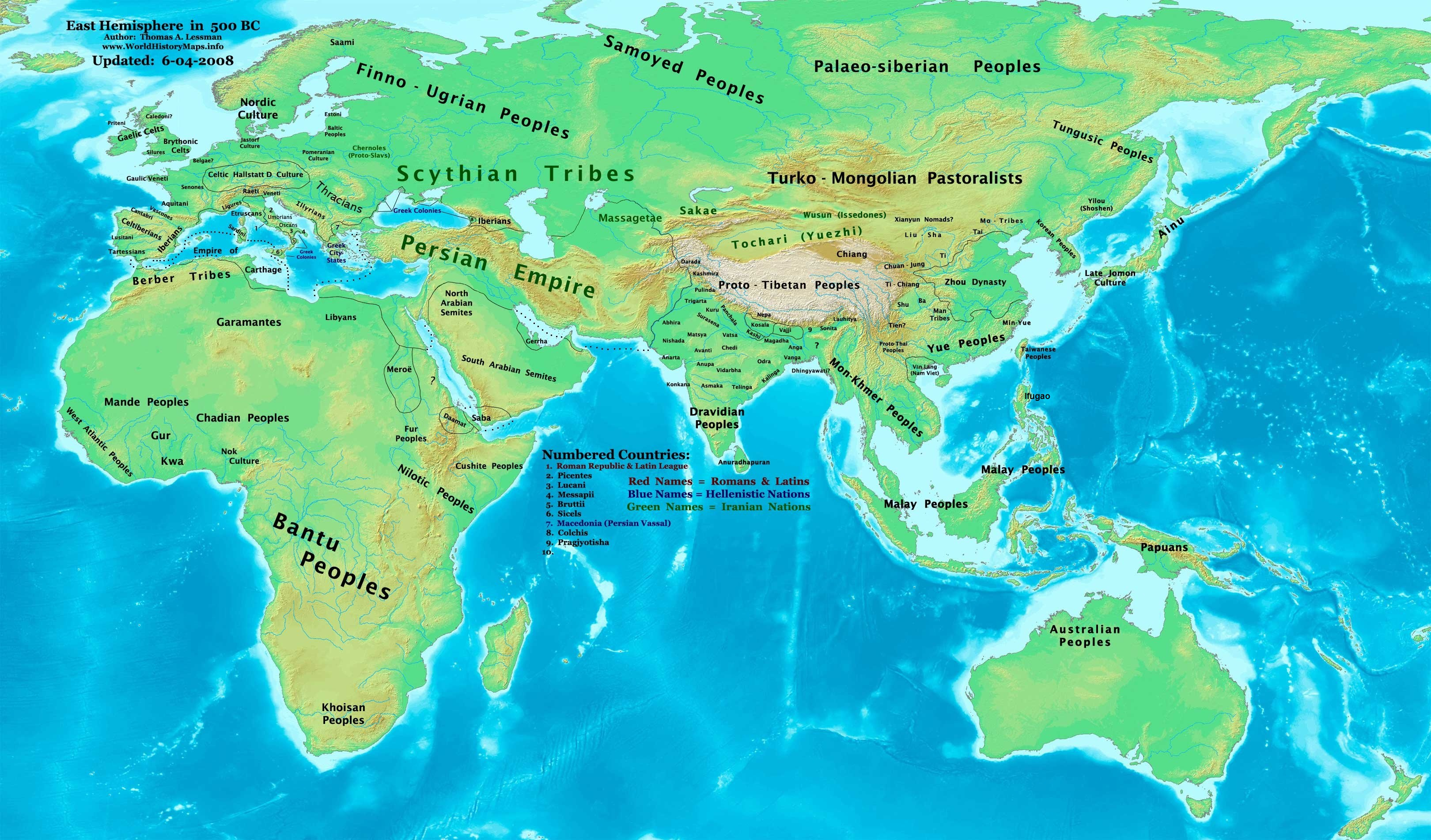
Emisfera estică în 500 î.Hr.

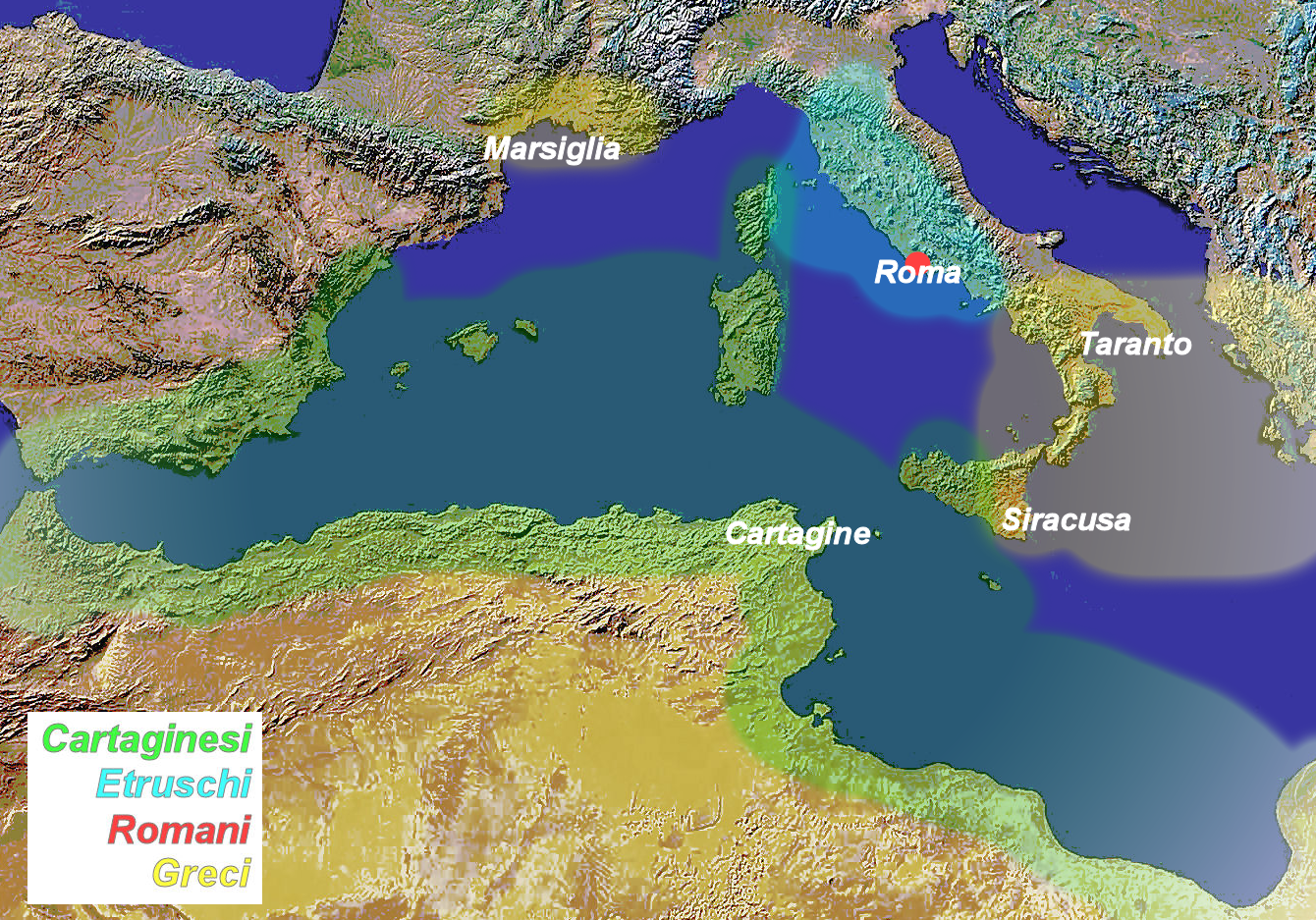
Vestul Mediterenei, anul 509 î.Hr.

Milenii: Mileniul al II-lea î.Hr. - Mileniul I î.Hr. - Mileniul I
Secole: Secolul al VII-lea î.Hr. - Secolul al VI-lea î.Hr. - Secolul al V-lea î.Hr.
Decenii: Anii 530 î.Hr. Anii 520 î.Hr. Anii 510 î.Hr. Anii 500 î.Hr. Anii 490 î.Hr. Anii 480 î.Hr. Anii 470 î.Hr.
Ani: 505 î.Hr. 504 î.Hr. 503 î.Hr. 502 î.Hr. 501 î.Hr. - 500 î.Hr. - 499 î.Hr. 498 î.Hr. 497 î.Hr. 496 î.Hr. 495 î.Hr.
Anii 500 î.Hr. - reprezintă perioada 509 î.Hr. - 500 î.Hr.

## Evenimente
- 509 î.Hr. - Bătălia de la Silva Arsia. Luptă între Regatul Roman și forțele combinate ale orașelor Tarquinia și Veii conduse de către regele Lucius Tarquinius Superbus, încheiată cu victoria romană.
- 509 î.Hr. - Sfârșitul regatului roman, înființarea Republicii romane și Imperiul Roman.
- 502 î.Hr. - Bătălia de la Pometia. Latinii i-au învins pe romani, unul dintre consuli este grav rănit.
- 500 î.Hr. - Populația omenirii este de 100 milioane[1]

## Personalități semnificative
- Heraclit - filosof grec
- Lucreția - femeie romană care a jucat un rol esențial în tranziția statului roman de la regat la republică
- Pitagora - matematician grec
- Siddharta Gautama - lider indian, fondator al budismului

## Decenii
| Anii 500 î.Hr. | Anii 490 î.Hr. | Anii 480 î.Hr. | Anii 470 î.Hr. | Anii 460 î.Hr. | Anii 450 î.Hr. | Anii 440 î.Hr. | Anii 430 î.Hr. | Anii 420 î.Hr. | Anii 410 î.Hr. |